# Carlos Félix da Sardenha
Carlos Félix (em italiano: Carlo Felice Giuseppe Maria di Savoia; Turim, 6 de abril de 1765 – Turim, 27 de abril de 1831) foi o Rei da Sardenha de 1821 até sua morte. Era o filho mais novo do rei Vítor Amadeu III e sua esposa a infanta Maria Antônia da Espanha, tendo ascendido ao trono após a abdicação de seu irmão mais velho Vítor Emanuel I.
Reacionário convicto e inflexível defensor do direito divino, foi adverso a qualquer reforma política e liberal e, depois de ter punido com rigor os autores do movimento revolucionário do 1821, limitou os seus interesses ao campo econômico, judiciário (código de 1827) e militar (expedição contra os piratas bárbaros de Trípoli em 1825). Morreu em 1831, sendo substituído sem dificuldade por Carlos Alberto (é lenda o fato de que Metternich tramou para excluí-lo da sucessão).